# Chris Black (Leichtathlet)
Chris Black (eigentlich Christopher Francis Black; * 1. Januar 1950 in Edinburgh) ist ein ehemaliger britischer Hammerwerfer.
1974 wurde er für Schottland startend bei den British Commonwealth Games in Christchurch Sechster. Bei den Europameisterschaften in Rom kam er auf den zwölften Platz.
Bei den Olympischen Spielen 1976 in Montreal wurde er Siebter.
1978 gewann er bei den Commonwealth Games in Edmonton Bronze und scheiterte bei den Europameisterschaften in Prag in der Qualifikation.
Bei den Olympischen Spielen 1980 in Moskau kam er nicht über die erste Runde hinaus.
Bei den Commonwealth Games 1982 in Brisbane holte er erneut Bronze. 1983 schied er bei den Weltmeisterschaften in Helsinki in der Vorrunde aus, und 1986 wurde er Achter bei den Commonwealth Games in Edinburgh.
Im Hammerwurf wurde er dreimal Englischer Meister (1976, 1977, 1983), zweimal Britischer Meister (1978, 1979) und zehnmal Schottischer Meister (1971–1977, 1981, 1985, 1986). 1972 wurde er außerdem Schottischer Meister im Kugelstoßen.

## Persönliche Bestleistungen
- Kugelstoßen: 16,53 m, 15. Mai 1985, Grangemouth
- Diskuswurf: 50,94 m, 25. Mai 1975, Edinburgh
- Hammerwurf: 75,40 m, 23. Juli 1983, London